# Manx Telecom
Manx Telecom (мэн. Chellinsh Vannin) — компания, основной поставщик телекоммуникационных услуг на острове Мэн. Полностью дочернее подразделение компании Telefonica O2.
Совет директоров компании с момента её образования возглавляет местный политик Уолтер Гилби.

## История
Исторически телефонная сеть острова Мэн была в монопольном управлении британского Главного почтового управления и позже British Telecom и функционировала как часть ливерпульского телефонного района.
В 1985 году Правительство острова Мэн объявило, что собирается передать на 20 лет лицензию на обслуживание телефонной сети в результате тендера. Как часть этого процесса, в 1986 British Telecom организовала зарегистрированную на Мэне дочернюю компанию, Manx Telecom, для участия в тендере. Они верили, что местная идентичность и менеджмент будут политически более приемлемыми в процессе торгов, в которых они конкурировали с Cable & Wireless за лицензию.
Manx Telecom выиграла тендер, и начала деятельность под новым именем с 1 января 1987 года.
К 17 ноября 2001 года Manx Telecom стала частью mmO2 после отделения BT Wireless от BT Group.
4 июня 2010 года Manx Telecom была продана британскому частному инвестору HgCapital (который покупал контрольный пакет акций), а также управляющей компании CPS Partners, занимающейся телекоммуникациями. HG Capital указала, что стоимость сделки составила 158,8 млн фунтов стерлингов (232,5 млн долларов).
В 2014 году компания разместила акции на рынке AIM. 9 мая 2019 года частный инвестор Basalt Investment Partners завершил приобретение Manx Telecom.

## Деятельность
Manx Telecom состоит из двух подразделений: подразделение мобильной связи и активы в виде фиксированных телефонных линий, которые учредил первый наземные операции Telefonica O2. С этой целью Manx Telecom впоследствии инвестировал более 50 млн фунтов стерлингов в телекоммуникационную инфраструктуру острова и активно участвовал в последующих 30 млн инвестиций более чем три последующих года.
Сеть сотовой связи управляемая Manx Telecom используется O2 в качестве среды для разработки и тестирования новых продуктов и услуг перед выпуском на массовый рынок. В декабре 2001 года компания стала первым телекоммуникационным оператором в Европе, запустившим действующую сеть 3G. В ноябре 2005 года компания первой в Европе предложила своим клиентам услугу HSDPA (3.5G).

## Конкуренты
- Sure
- Cloud9
- BlueWave Communications
- Wi-Manx